# Hársfadíszbogár
A hársfadíszbogár vagy hársfa-tarkadíszbogár (Lamprodila rutilans) a rovarok (Insecta) osztályának bogarak (Coleoptera) rendjébe, ezen belül a mindenevő bogarak (Polyphaga) alrendjébe és a díszbogárfélék (Buprestidae) családjába tartozó faj.

## Előfordulása
A hársfa-tarkadíszbogár melegkedvelő faj, főleg Közép-Európa déli területein és a Földközi-tenger környékén fordul elő. Ritka rovar.

## Megjelenése
A hársfa díszbogár 1,2-1,5 centiméter hosszú. Fémfényű, zöld színű, aranyló vagy kékes csillogással, az előtor hátának oldalai és egy sáv a szárnyfedők oldalszegélye mentén rézvörösek. Elszórtan sötét, hosszúkás foltocskák díszítik. Egyike a legszebb kárpát-medencei bogaraknak.

## Életmódja
A hársfadíszbogárnak az öreg hársfasorok és az elegyes erdők, ahol korhadt hársfák is találhatók, alkotják az otthonát. A modern erdészeti technológiával fenntartott erdőkben a hársfadíszbogárnak nincs már életlehetősége. A teljes lárvafejlődés a hársak korhadó törzsében zajlik le, amelyben a lárvák járatokat rágnak. A járatok a fajra jellemzőek: laposak, kígyózók és hátulról előrehaladva kiszélesednek. Bebábozódás előtt a lárva kijárónyílást készít a bogár számára, amely a bábból kibújva elhagyja a fa törzsét. Tápláléka élő és elhalt növényi anyagok.